# Georg Fredrik av Baden-Durlach
Georg Fredrik av Baden-Durlach (tyska: Georg Friedrich), född 30 januari 1573, död 24 september 1638, var från 1604 till 1622 regerande markgreve av Baden-Durlach.

## Biografi
Georg Fredrik präglades av en djup evangelisk religiositet och värvade därför 1622 till protestantismens försvar en här, sedan han överlämnat regeringen till sin son. Trots sin obestridliga militära dugligehet blev Georg Fredrik i slaget vid Wimpfen 26 april 1622 efter en hård kamp besegrad av Tilly. 1627 tog Georg Fredrik tjänst som dansk generallöjtnant, men förmådde inte vända krigslyckan utan blev i slaget vid Heiligenhafen besegrad av de kejserliga under Schlick. Han drog sig därefter tillbaka hem till Strassburg, där han avled i stillhet.
Georg Fredrik var gift tre gånger; med den första hustrun, Juliane Ursula av Salm-Neufville (1572–1614), hade han bl.a. sonen och efterträdaren Fredrik V av Baden-Durlach.